# Szerb női vízilabda-válogatott
A szerb női vízilabda-válogatott Szerbia nemzeti csapata, melyet a Szerb Vízilabda-szövetség irányít.
A szerb női csapat – a férfiválogatottal ellentétben – nem tartozik a legeredményesebb vízilabda-válogatottak közé, legjobb eredményük egy 8. hely a 2006-os hazai rendezésű Európa-bajnokságról.

## Eredmények

### Európa-bajnokság
- 2006 – 8. hely
- 2016 – 9. hely
- 2018 – 9. hely
- 2020 – 12. hely
- 2022 – 9. hely
- 2024 – 10. hely